# Giovanni Steffè
Giovanni Steffè   (Trieste, 12 de gener de 1928 - Recco, 19 d'octubre de 2016) fou un remer italià que va competir durant la dècada de 1940.
El 1948 va prendre part en els Jocs Olímpics de Londres on, fent equip amb Aldo Tarlao i Alberto Radi, guanyà la medalla de plata en la prova de dos amb timoner del programa de rem.
En el seu palmarès també destaca una medalla de plata al Campionat d'Europa de rem de 1947.